# Potamophilinus orientalis
Potamophilinus orientalis is een keversoort uit de familie beekkevers (Elmidae). De wetenschappelijke naam van de soort werd in 1838 gepubliceerd door Hippolyte Louis Gory in Guérin-Méneville.